# Oucques La Nouvelle
Oucques La Nouvelle é uma comuna francesa na região administrativa do Centro-Vale do Loire, no departamento de Loir-et-Cher. Estende-se por uma área de 49.37 km². Em 2010 a comuna tinha 1 759 habitantes (densidade: 35,6 hab./km²).
Foi criada em 1 de janeiro de 2017, a partir da fusão das antigas comunas de Oucques, Baigneaux, Beauvilliers e Sainte-Gemmes.